# Habsburg
För andra betydelser, se Habsburg (olika betydelser).

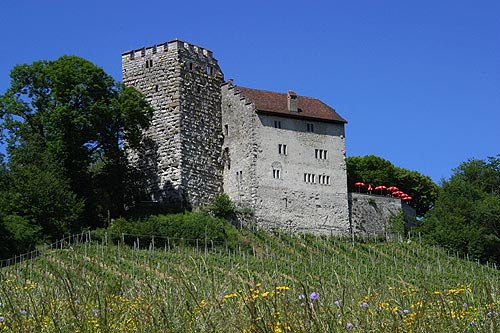
Borgen Habsburg.

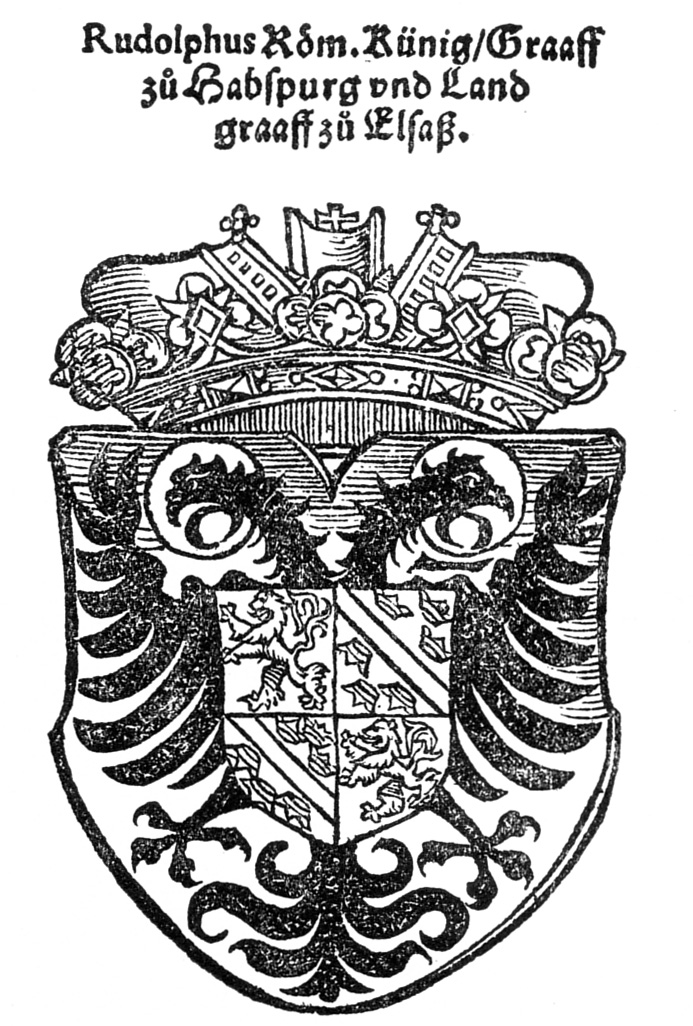
Rudolf I:s vapen, den tysk-romerska dubbelörnen, med en kvadrerad hjärtsköld:; 1 och 4 visar det Habsburgska lejonet (fortfarande utan krona), 2 och 3 visar Elsass vapen med en balk, och tre kronor ordnade en över två.

Habsburg var ett tyskt furstehus, som regerade i Österrike från 1278 till 1780. Husets Österrikiska linje efterföljdes därefter kognatiskt av huset Habsburg-Lothringen, som regerade Österrike från 1780 till 1918. Ättens namn kommer från fästningen Habsburg i Schweiz. Genom Albert den rike erövrade släkten Habsburg betydande områden i nuvarande Schweiz och Elsass och besteg tronen i Tysk-romerska riket 1273 genom Rudolf I, som 1278 införlivade Österrike, Steiermark och nuvarande Slovenien. Huset kom under det andra årtusendet att bli härskande över stora delar av Europa (Habsburgska riket) och hade sin största storhetstid i slutet av femtonhundratalet och början av sextonhundratalet, när det regerade över Österrike och delar av Centraleuropa, nuvarande Spanien och nuvarande Nederländerna samt nuvarande Brasilien och andra delar av Nya världen, ett av världens genom tiderna allra största riken, sedan Khubilai khan av Mongoliet-Kina. Ätten utslocknade på svärdssidan 1740.

## Släkten Habsburg under medeltiden

### Slottet Habsburg
Huset Habsburg leder sina anor upp till Guntram den rike, vilken levde på 950-talet. Dennes sonson biskop Werner I i stiftet Strassburg (död 1028) byggde slottet Habsburg, som egentligen hette Habichtsburg (Hökborgen) i schweiziska kantonen Aargau. Släktens stamslott existerar fortfarande, men ganska snart kom Habsburgarna att börja sin klättring mot större makt och kejsardöme.

### Greven av Habsburg
Biskopens bror Radbot var den egentlige grundläggaren av Habsburgska huset; som greve av Habsburg nämns först (1090) dennes sonson Otto II (död 1111), som av kejsar Henrik V erhöll lantgrevskapet i övre Elsass.

### Elsass och Schweiz
Under 1100-talet vidgades släktens besittningar i Elsass och Schweiz. En delning av de habsburgska länderna skedde under sönerna till Rudolf II (död 1232), Albrekt IV (död 1239) och Rudolf III (död 1249, och ätten sönderföll i två grenar: Habsburgska huvudlinjen Habsburg-Kyburg (den österrikiska) och Habsburg-Laufenburg, vilken senare snart splittrades i två linjer, som utslocknade på svärdssidan 1408 och 1415. 

### Habsburg-Kyburg
Det österrikiska husets stamfader, Rudolf I, ärvde efter sin far områden i Schweiz och Övre Elsass och förvärvade med stöd av arvsanspråk efter sin mor den Kyburgska grevesläktens gods i Schweiz (1264). Vald till tysk kung 1273, begagnade han sin kungliga myndighet för att utvidga sin familjs besittningar, bemäktigade sig åtskilliga områden i Schweiz och gav sina söner, Albrekt I och Rudolf II, de från kung Ottokar II i Böhmen indragna rikslänen Österrike, Steiermark och Krain samt lade sålunda grunden till den habsburgsk-österrikiska monarkin. Albrekt I vann genom överenskommelse med sin bror alla österrikiska länderna och blev 1298 tysk kung (död 1308).

### Hertig av Österrike

Vapenformen med öppen blå krona och blå klor är känd sedan 1359 med Rudolf IV, hertig av Österrike

Hans son, Albrekt II, den lame eller vise (död 1358), härskade från 1344 ensam över husets besittningar, vilka emellertid minskats genom de schweiziska skogskantonernas avfall, men 1335 ökats med Kärnten. Albrekt efterträddes av sin äldste son Rudolf IV (död 1365), vilken antog titeln ärkehertig och förvärvade grevskapet Tyrolen, 1363. 1379 delades besittningarna mellan hans bröder, Albrekt III  och Leopold III, vilka grundade albertinska (österrikiska) och leopoldinska (steiermarkska) linjerna. Den namnkunnigaste av den förstnämnda linjen var den tredje hertigen, Albrekt V, vilken genom sitt giftermål (1422) med kung Sigismunds dotter Elisabet blev kung av Ungern (1437) och Böhmen (1438) samt 1438 valdes till Tysklands kung (se Albrekt II). Linjen utslocknade med VIadislav Postumus (1457), varefter de nederösterrikiska länderna tillföll leopoldinska kejsar Fredrik III av Inre Österrike.

### Romersk kejsare
Den Leopoldinska linjens stiftare utvidgade sitt område genom erövringen av staden Trieste (1382) och några andra mindre platser. Då Leopold III:s äldste son, Vilhelm, avled (1406), skiftades länderna mellan hans tre bröder, Leopold, vilken dog utan bröstarvingar 1411, Ernst och Fredrik. Den sistnämndes son, Sigmund, måste 1490 avstå sina besittningar till Ernsts sonson Maximilian (1459-1519), son till Fredrik V (1424–93), och därigenom kom denne att i sin hand samla hela den österrikiska makten. Han blev 1440 tysk kung och 1452 romersk kejsare (Fredrik III). Hans nyss nämnde son och efterträdare, Maximilian I (som 1493 blev tysk kung och 1508 antog titeln kejsare), förmälde sig 1477 med Maria av Burgund (1457-1482) och förvärvade därigenom åt det habsburgska huset de burgundiska arvländerna Franche-Comté och Nederländerna, vilka redan 1482 tillföll hans och Marias son, Filip den sköne (död 1506). Filip förmälde sig 1496 med Johanna, arvtagerska till Kastiliens och Aragoniens kronor, och hade med henne sönerna Karl och Ferdinand, vilka blev stamfäder för den spanska och den österrikiska linjen av huset Habsburg.
Habsburgarna styrde nu över sina länder från slottet i Wien, dit administrationen av kejsardömet förlades, och varifrån många andra kungar och kejsare sökte efter prinsessor att gifta sig med, för att öka sin ätts blåblodiga prestige och makt. Somrarna tillbringades på slottet Schönbrunn en liten bit utanför staden.

## Den spanska linjen
Den ovannämnde Karl blev 1506 hertig av Burgund och kung av Kastilien (Karl I), 1516 kung av Spanien, 1519 ärkehertig av Österrike och tysk kung samt 1520 romersk kejsare (Karl V). Hans son Filip II (död 1598) erhöll av sin fars besittningar 1555 Nederländerna, Milano, Neapel och Sicilien och 1556 Spanien med kolonier. Även Karls oäkta barn, Juan de Austria (död 1578) och Margareta (död 1586), regent i Nederländerna, har gjort sig ett namn i historien. Filip II efterträddes av sin andre son, Filip III. Filip III hade sonen Filip IV (1621–65) samt döttrarna Anna, gift med Ludvig XIII av Frankrike, och Maria Anna, gift med kejsar Ferdinand III. Linjen utslocknade på svärdssidan med Filip IV:s son Karl II (död 1700), men fortlevde på kvinnosidan genom Karls halvsystrar Maria Teresia, gift med Ludvig XIV av Frankrike, och Margareta Teresia, gift med kejsar Leopold I.

## Den österrikiska linjen

Huset Habsburg-Lothringens vapensköld, tre gånger kluven med Habsburgska krönta lejonen till vänster, i mitten en stolpe med en vit bjälke på rött fält (den österrikiska röd-vita flaggan vilket var vapen för Huset Babenberg). Till höger (post) Huset Lothringens vapen, en röd ginbalk med tre vita örnar, på guldfält.

Den österrikiska linjen grundlades av Ferdinand I (död 1564), vilken 1521 erhöll av sin bror Karl V ärkehertigdömet Österrike och 1526 blev kung i Böhmen och Ungern samt 1558 romersk kejsare. Efter hans död tillföll kejsarvärdigheten och större delen av de österrikiska arvländerna hans äldste son, Maximilian II (1564–76), medan de yngre sönerna, Ferdinand (död 1595) och Karl (död 1590), erhöll endast grevskapet Tyrolen och Steiermark. Denna delning ägde dock ej länge orubbat bestånd, för Ferdinand dog utan lagliga bröstarvingar, och den kejserliga linjen utslocknade med Maximilians söner, kejsar Rudolf II (1576–1612), kejsar Mattias (1612–19), Maximilian av Tyrolen (död 1618) och Albrekt, ståthållare i Spanska Nederländerna (död 1621). De österrikiska arvländerna samt Böhmens och
Ungerns kronor övergick då till Karls son, Ferdinand II av Steiermark (1619–37). Han överlät Tyrolen till sin bror, Leopold V (död 1632), 1625, men efter dennes yngste sons död, 1665, återföll landet till kejsarhuset. Sedermera har inte någon delning förekommit. Ferdinand II efterträddes av sin son Ferdinand III (1637–57) och denne av sin son Leopold I (1657–1705). Leopolds söner, Josef I (1705–11) och Karl VI (1711–40), blev bägge kejsare. Med den sistnämnde utslocknade habsburgska huset på svärdssidan (1740). Hans dotter Maria Teresia tog de österrikiska länderna, Böhmen och Ungern i arv. Efter hennes död, 1780, övergick de till det lothringsk-österrikiska huset, även kallat Habsburg-Lothringen.

## Den Habsburgska ätten utslocknar
Ätten Habsburg utslocknade å svärdssidan med kejsar Karl VIs död år 1740, men fortlever på spinnsidan med sin förgrening Huset Habsburg-Lothringen.

## Utdrag ur huset Habsburgs släkttavla[3]
- Otto II av Habsburg (död 1111), lantgreve av Övre Elsass
  - Werner II av Habsburg
    - Albrecht III av Habsburg
      - Rudolf II av Habsburg (död 1249), stamfar för laufenburgska linjen (hans ättlingar var grevar av Laufenburg till 1415).
      - Albrecht IV av Habsburg (död 1239 eller 1240), stamfar för habsburgska linjen
        - Rudolf IV, Rudolf I som tysk kung
          - Rudolf II av Schwaben
            - Johann Parricida, hertig av Steiermark och Österrike

          - Albrekt I av Tyskland
            - Rudolf I av Böhmen, böhmisk kung
            - Fredrik III (tysk kung)
            - Albrekt II, hertig av Österrike
              - Albrekt III, hertig av Österrike
                - Albrekt IV av Österrike
                  - Albrekt II av Tyskland
                    - Ladislaus V av Ungern, ungersk kung

              - Leopold III, hertig av Österrike
                - Ernst, hertig av Österrike
                  - Fredrik III (tysk-romersk kejsare)
                    - Maximilian I (tysk-romersk kejsare)
                      - Filip I av Kastilien
                        - Karl V (tysk-romersk kejsare)
                          - Filip II av Spanien
                            - Filip III av Spanien
                              - Filip IV av Spanien
                                - Karl II av Spanien (död 1700; dennes frånfälle utlöste spanska tronföljdskriget)

                        - Ferdinand I (tysk-romersk kejsare)
                          - Maximilian II (tysk-romersk kejsare)
                            - Rudolf II, tysk-romersk kejsare
                            - Mattias (tysk-romersk kejsare)

                          - Ferdinand av Tyrolen
                          - Karl II av Inre Österrike
                            - Leopold V av Tyrolen – hans gren dog ut på svärdssidan 1665
                            - Ferdinand II (tysk-romersk kejsare)
                              - Ferdinand III (tysk-romersk kejsare)
                                - Ferdinand IV av Ungern och Böhmen
                                - Leopold I (tysk-romersk kejsare)
                                  - Josef I (tysk-romersk kejsare)
                                  - Karl VI (tysk-romersk kejsare)
                                    - Maria Teresia av Österrike gift med Frans av Lothringen. Från dessa två börjar huset Habsburg-Lothringen.

## Drottningar av Sverige
- Elisabet, drottninggemål 1520 till kung Kristian II i ätten Oldenburg, även dansk och norsk drottning, född kejserlig prinsessa av Österrike, kallad Isabella
- Anna, drottninggemål 1592 till kung Sigismund i ätten Vasa, även polsk drottning, född kejserlig prinsessa av Österrike

## Några andra kända Habsburgare
- Rudolf IV av Österrike
- Maximilian I (tysk-romersk kejsare)
- Karl V (tysk-romersk kejsare)
- Karl II av Spanien
- Marie-Antoinette
- Franz Ferdinand av Österrike
- Otto von Habsburg
- Karl Habsburg-Lothringen
- Walburga Habsburg Douglas